# Hadlijeva ćelija
Hadlijeva ćelija, nazvana po Džordžu Hadliju, je tropska atmosferska cirkulacija globalnih razmera koja obuhvata uzdizanje vazduha u blizini Ekvatora, protok ka polovima na visini od 10 do 15 kilometara iznad zemljine površine, spuštanje u suptropima, i zatim vraćanje nazad u blizini površine. Ova cirkulacija stvara pasate, tropske kišne pojaseve i uragane, suptropske pustinje i mlazne tokove. Hadlijeve ćelije su prekretničke niskoaltitudne cirkulacije koje uzrokuju potanjanje vazduha na oko nula do 30 stepeni geografske širine.

## Mehanizam
Pokretačka snaga atmosferske cirkulacije je neravnomerna raspodela solarnog zagrevanja po Zemlji, koja je najveće u blizini ekvatora, a najmanje na polovima. Kruženje atmosfere prenosi energiju prema polovima, smanjujući na taj način temperaturni gradijent između ekvatora i polova. Mehanizmi pomoću kojih se to ostvaruje razlikuju se u tropskim i ekstratropskim latitudama.
Hadlijeve ćelije postoje sa obe strane ekvatora. Svaka ćelija latitudno okružuje globus i deluje tako što transportuje energiju od ekvatora do oko 30. geografske širine. Ova cirkulacija ispojava sledeće pojave:
- Topao, vlažan vazduh koji se približava ekvatoru uzrokuje obilne padavine. Ovo oslobađa latentnu toplotu, pokrećući snažna uzlazna kretanja.
- Taj vazduh se uzdiže do tropopauze, na oko 10–15 kilometara nadmorske visine, gde vazduh više nije uzlazan.
- Bez sposobnosti da nastavi uspinjenje, ovaj substratosferski vazduh umesto toga biva potisnut u pravcu polova usled kontinuiranog uzdizanja donjih slojeva vazduha.
- Kako se vazduh kreće u smeru polova, on se hladi i stiče snažnu komponentu usmerenja prema istoku, usled Koriolisovog efekta i očuvanja ugaonog momenta. Rezultirajući vetrovi formiraju suptropske mlazne tokove.
- Na ovoj geografskoj širini sada hladni, suvi visokoaltitudni vazduh počinje da tone. Kako tone, adijabatski se zagreva, smanjujući svoju relativnu vlažnost.
- Blizu površine frikcioni povratni tok dovršava petlju, apsorbujući vlagu na putu. Koriolisov efekat daje ovom toku zapadnu komponentu, stvarajući pasate.

Hadlijeva cirkulacija pokazuje sezonske varijacije. Tokom solsticijske sezone (DJF i JJA), uzlazni krak Hadlijeve ćelije se ne javlja direktno preko ekvatora već na letnjoj hemisferi. Na godišnjem proseku, uzlazna grana je blago pomerena u severnu hemisferu, čime se stvara jača Hadlijeva ćelija u južnoj hemisferi. Ovo dokazuje mali transport neto energije sa severne na južnu hemisferu.
Hadlijev sistem pruža primer termički direktne cirkulacije. Termodinamička efikasnost Hadlijevog sistema, koji se smatra toplotnim motorom, bila je relativno konstantna tokom perioda 1979–2010 godine, sa prosekom od 2,6%. Tokom istog intervala, snaga generisana Hadlijevim režimom rasla je prosečnom stopom od oko 0,54 TV godišnje; ovo odražava povećanje unosa energije u sistem u skladu sa uočenim povećanjem temperature morske površine tropskog mora.
Sveukupno, srednje meridijanske cirkulacione ćelije poput Hadlijeve cirkulacije nisu naročito efikasne u smanjenju temperaturnog gradijenta od ekvatora do pola usled poništavanja između transporta različitih tipova energije. U Hadlijevoj ćeliji se uočljiva i latentna toplota transportuju ka ekvatoru u blizini površine, dok se potencijalna energija prenosi u suprotnom smeru, ka polovima. Rezultirajući neto transport ka polovima je samo oko 10% tog transporta potencijalne energije. Ovo je delimično rezultat snažnih ograničenja koja se nameću atmosferskim kretanjima očuvanjem ugaone količine kretanja.

## Istorija otkrića
Početkom 18. veka, Džordž Hadli, engleski pravnik i amaterski meteorolog, bio je nezadovoljan teorijom koju je astronom Edmond Halej predložio za objašnjenje vetrova. Ono što je nesumnjivo bilo tačno u Halejevoj teoriji je da solarno grejanje stvara kretanje ekvatorijalnog vazduha nagore, a vazdušna masa sa susednih geografskih širina mora priticati da zameni uzdignutu vazdušnu masu. Ali za zapadnu komponentu pasata, Halej je predložio da, krećući se nebom, Sunce različito zagreva vazdušnu masu tokom dana. Hadli nije bio zadovoljan tim delom Halejeve teorije, i njegov stav je bio ispravan. Hadli je prvi prepoznao da rotacija Zemlje igra ulogu u određivanju pravca u kome se vazdušna masa kreće u odnosu na Zemlju. Hadlijeva teorija, objavljena 1735. godine, ostala je nepoznata, ali je kasnije nezavisno otkrivena nekoliko puta. Među ponovnim otkrivačima bio je i Džon Dalton, koji je kasnije saznao za Hadlijev prioritet. 
Vremenom je mehanizam koji je predložio Hadli postao prihvaćen, i postepeno je njegovo ime u sve većoj meri povezano sa ovom pojavam. Krajem 19. veka pokazalo se da je Hadlijeva teorija bila nedostatna u nekoliko pogleda. Jedan od prvih koji je tačno izračunao dinamiku bio je Vilijam Ferel. Trebalo je prođe mnogo decenija da bi tačna teorija postala prihvaćena, i čak i danas se Hadlijeva teorija još uvek može povremeno susresti, posebno u popularnim knjigama i na veb sajtovima. Hadlijeva teorija bila je opšteprihvaćena teorija dovoljno dugo da njegovo ime postane univerzalno vezano za obrazac cirkulacije u tropskoj atmosferi. Godine 1980, Isak Held i Artur Hou su razvili model Held-Hoa, kako bi opisali Hadlijevu cirkulaciju.

## Glavni uticaji na padavine po geografskoj širini
Region u kome se vazdušne mase koje se kreću prema ekvatoru konvergiraju i podižu, poznat je kao zona intertropske konvergencije ili ITCZ. Unutar te zone razvija se pojas grmljavinskih oluja koje proizvode velike količine padavina.
Izgubivši većinu svoje vodene pare usled kondenzacije i padavina u uzlaznoj grani cirkulacije Hadlijeve ćelije, vazduh koji se spušta je suv. Kako se vazduh spušta, stvaraju se niske relativne vlažnosti, dok se vazduh zagreva adijabatski kompresijom iz vazduha iznad njega, stvarajući područje većeg pritiska. Subtropi su relativno slobodni od konvekcije ili grmljavine koje su uobičajene u ekvatorijalnom pojasu. Mnoge svetske pustinje nalaze se na ovim suptropskim širinama. Međutim, pustinje se ne prostiru na istočnoj strani različitih kontinenata zbog okeanskih struja izazvanih pasatom.

## Ekspanzija Hadlijeve ćelije
Većina suvih područja Zemlje nalazi se u oblastima ispod silaznog dela Hadlijevog cirkusa na širini od oko 30 stepeni. Postoje dokazi da je širenje Hadlijevih ćelija povezano sa klimatskim promenama. Modeli sugerišu da će se Hadlijeva ćelija proširiti sa povećanom srednjom globalnom temperaturom (možda za 2 stepena geografske širine u 21. veku). To bi moglo dovesti do velikih promena u padavinama na geografskim širinama na ivici ćelija. Naučnici strahuju da bi globalno zagrevanje moglo doneti promene ekosistema u dubokim tropima i da će pustinje postajati sve suvlje i širiti se. Kako područja oko 30 stepeni geografske širine postaju suvlja, oni koji žive u tom regionu videće manje padavina nego što se tradicionalno očekuje, što bi moglo stvoriti poteškoće u snabdevanju hranom i održavanjem života. Postoje snažni dokazi o paleoklimatskim klimatskim promenama u kišnim šumama centralne Afrike oko 850 pne. Palinološki (fosilno polenski) dokazi pokazuju drastičnu promenu bioma kišne šume u odnosu na onu otvorene savane kao posledicu sušenja velikih razmera koje nije nužno povezano sa povremenom sušom, već možda sa postepenim zagrevanjem. Hipoteza da pad solarne aktivnosti smanjuje latinoidni opseg Hadlijeve cirkulacije i smanjuje intenzitet srednjelatitudnih monsuna, podudara se sa podacima koji pokazuju povećanu suvost u centralnoj zapadnoj Africi i porastom nivoa padavina u umerenim zonama na severu. U međuvremenu, srednjelatitudne olujne putanje u umjerenim zonama su pojačane i pomerene prema ekvatoru.

## Literatura
- US Department of Commerce, National Oceanic and Atmospheric Administration. „What are the Horse Latitudes?”. oceanservice.noaa.gov (на језику: енглески). Приступљено 14. 4. 2019.
- Monkhouse, F. J. (12. 7. 2017). A Dictionary of Geography (на језику: енглески). Routledge. ISBN 9781351535656.
- Yochanan Kushnir (2000). „The Climate System: General Circulation and Climate Zones”. Архивирано из оригинала 22. 08. 2004. г. Приступљено 13. 3. 2012.
- „The physical environment of the Antarctic”. British Antarctic Survey (BAS).
- „Regional climate variation and weather”. RGS-IBG in partnership with BAS. Архивирано из оригинала 6. 3. 2015. г.
- „Welcome to the Coldest Town on Earth”. Scientific American. 2008.
- „Envisat watches for La Nina”. BNSC. 3. 3. 2006. Архивирано из оригинала 24. 4. 2008. г. Приступљено 26. 7. 2007.
- „The Tropical Atmosphere Ocean Array: Gathering Data to Predict El Niño”. Celebrating 200 Years. NOAA. 8. 1. 2007. Приступљено 26. 7. 2007.
- „Ocean Surface Topography”. Oceanography 101. JPL, NASA. 5. 7. 2006. Архивирано из оригинала 14. 4. 2009. г. Приступљено 26. 7. 2007.
- „Annual Sea Level Data Summary Report July 2005 – June 2006” (PDF). The Australian Baseline Sea Level Monitoring Project. Bureau of Meteorology. Архивирано из оригинала (PDF) 7. 8. 2007. г. Приступљено 26. 7. 2007.